# Putorieae
Putorieae és una tribu de plantes que pertany a la família de les Rubiaceae.

## Gèneres
Segons NCBI
- Aitchisonia - Choulettia - Plocama - Pterogaillonia[1]

Segons GRIN
- Plocama Aiton
- Putoria Pers.[2]